# Madame Jeanette (peper)

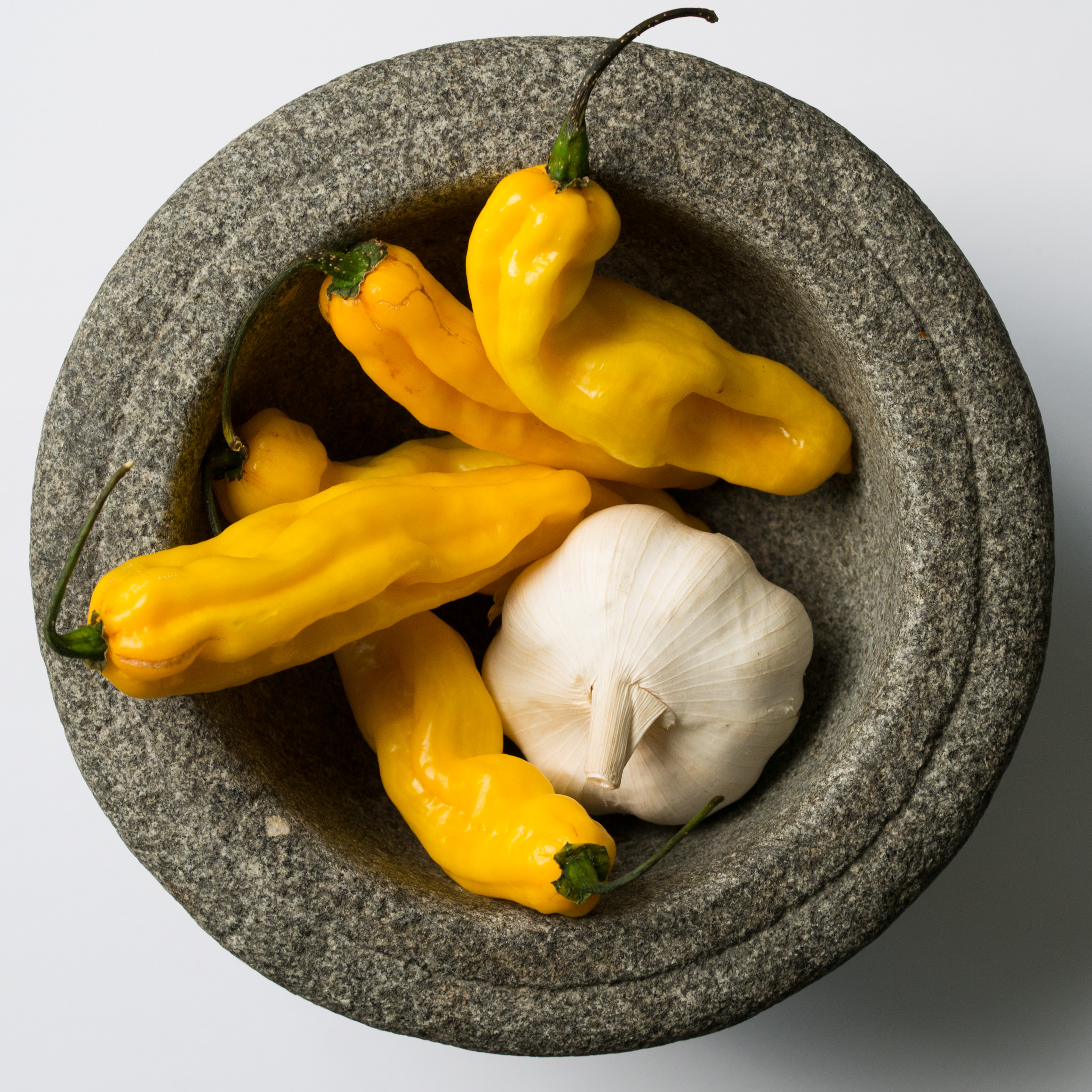
Madame-jeanettes in een stenen vijzel samen met een bol knoflook

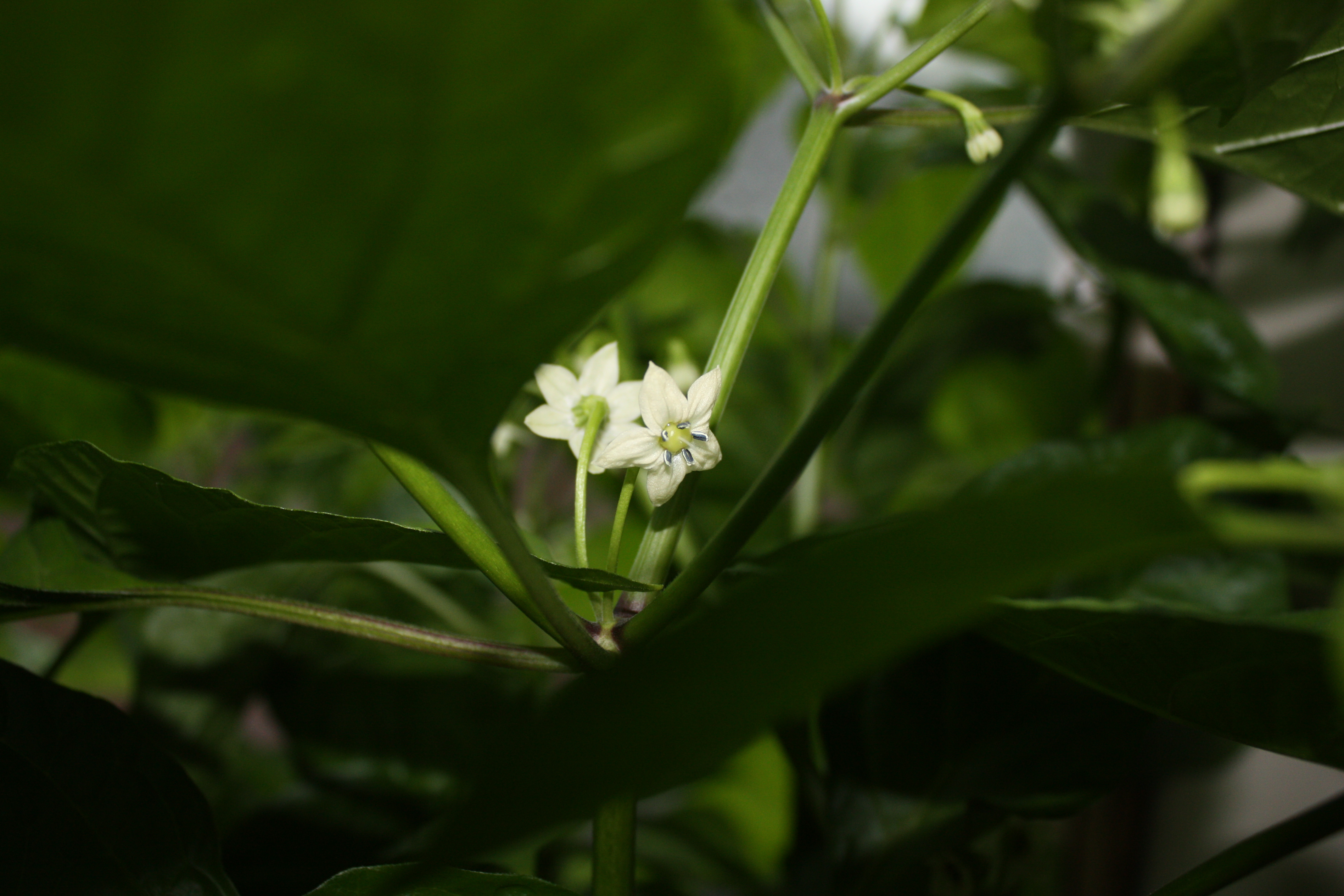
Bloem met vruchtbeginsel

Madame Jeanette (Capsicum chinense) is een pittige, gele chilipeper-cultivar die oorspronkelijk uit Suriname komt. Deze peper is zeer scherp, 125.000 tot 325.000 op de Scovilleschaal. De smaak is enigszins fruitig en doet denken aan mango en ananas.
De peper groeit aan een struikachtige plant. Deze plant is vrij compact en groeit alleen in tropische gebieden en binnenshuis. De herkomst van de naam is niet duidelijk, maar deze peper zou mogelijk vernoemd zijn naar een lokale prostituee die als vurig bekend stond.

## Gebruik
De Madame Jeanette speelt een prominente rol in de Surinaamse keuken. De pepers worden meestal meegekookt en voor het opdienen uit het gerecht verwijderd.
De peper kan ook tot sambal verwerkt worden die vanwege de scherpe pepers Duivelse sambal wordt genoemd.
De peper los opeten is sterk af te raden. Om de scherpe smaak weg te krijgen kan men de mond spoelen met melk.

## Verwarring met adjuma en habanero

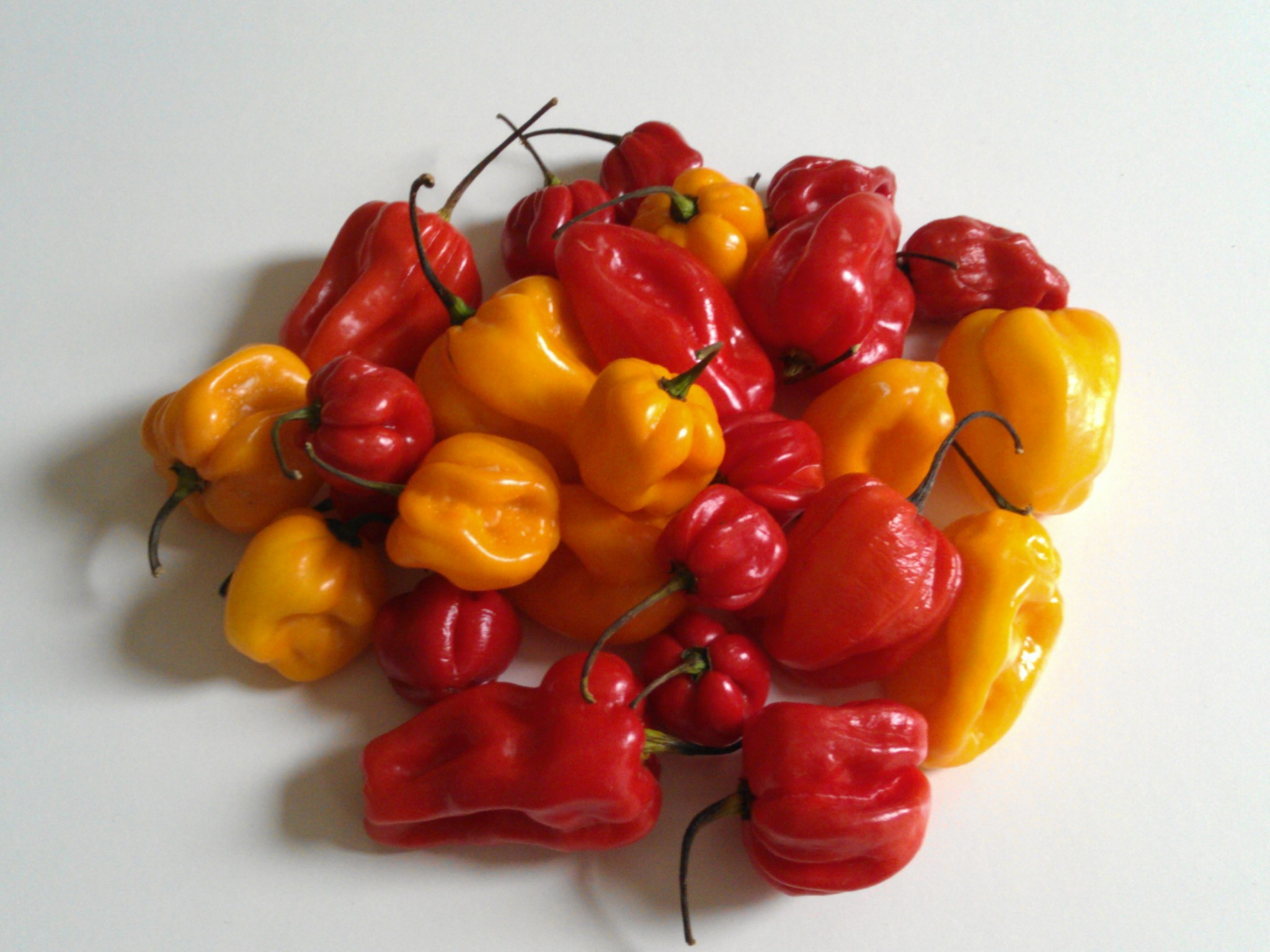
Adjuma-pepers

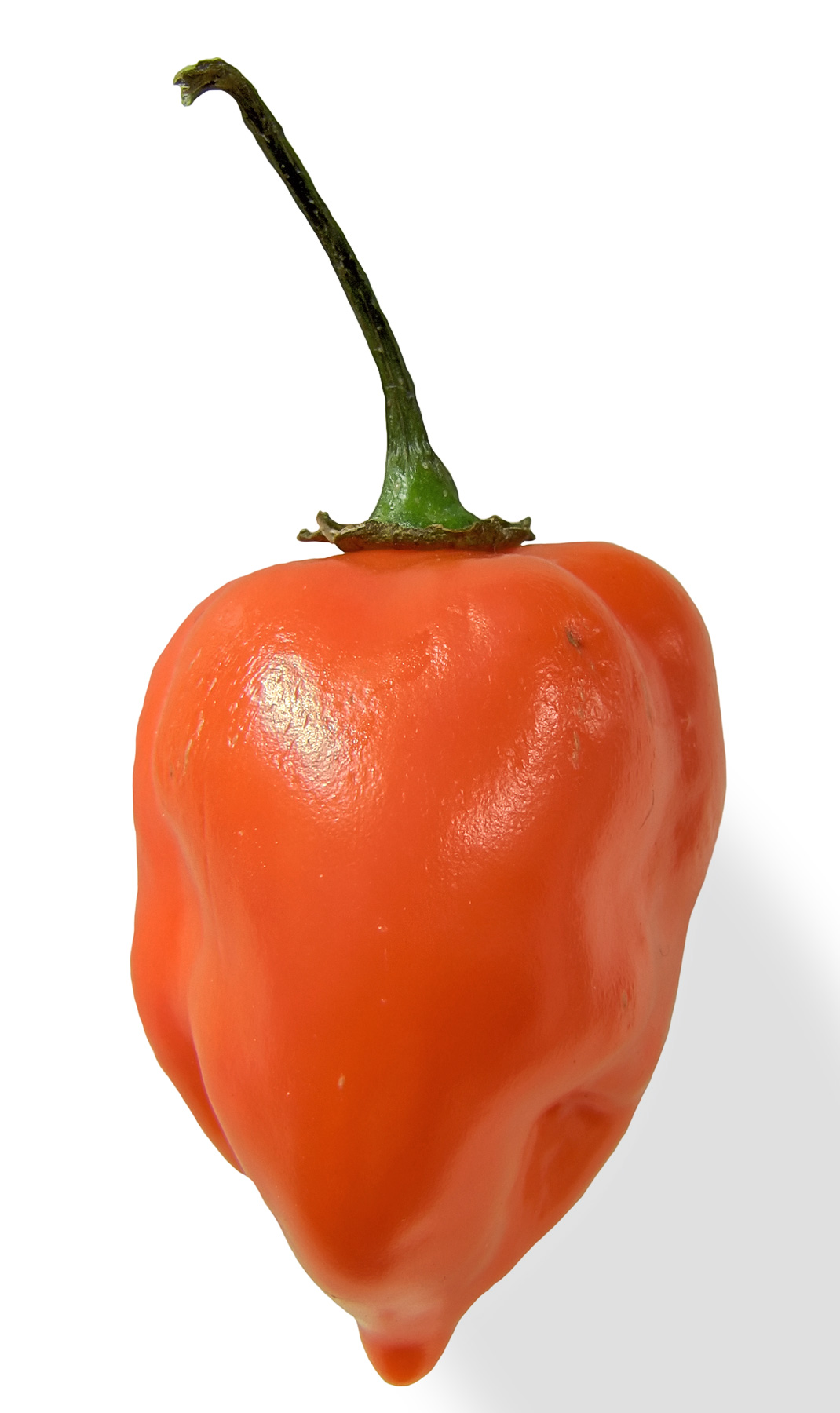
Habanero-peper

De Madame Jeanette wordt vaak verward met de adjuma. Beide variëteiten behoren net als de Mexicaanse habanero tot de soort Capsicum chinense. De vruchten van Madame Jeanette zijn langer dan de wat meer gedrongen adjuma's, die in supermarkten vaak als Madame Jeanette worden verkocht. De rijpe vruchten zijn geel en ongeveer even scherp als de oranje habanero (150.000 - 325.000 Scoville-eenheden).